# Dąbrówka Wielkopolska (gromada)
Dąbrówka Wielkopolska – dawna gromada, czyli najmniejsza jednostka podziału terytorialnego Polskiej Rzeczypospolitej Ludowej w latach 1954–1972.
Gromady, z gromadzkimi radami narodowymi (GRN) jako organami władzy najniższego stopnia na wsi, funkcjonowały od reformy reorganizującej administrację wiejską przeprowadzonej jesienią 1954 do momentu ich zniesienia z dniem 1 stycznia 1973, tym samym wypierając organizację gminną w latach 1954–1972.
Gromadę Dąbrówka Wlkp. z siedzibą GRN w Dąbrówce Wlkp. utworzono – jako jedną z 8759 gromad na obszarze Polski – w powiecie międzyrzeckim w woj. zielonogórskim na mocy uchwały nr V/19/54 WRN w Zielonej Górze z dnia 5 października 1954. W skład jednostki weszły obszary dotychczasowych gromad Dąbrówka Wlkp. i Rogoziniec ze zniesionej gminy Dąbrówka Wlkp. oraz Lutol Mokry ze zniesionej  gminy Trzciel w tymże powiecie. Dla gromady ustalono 22 członków gromadzkiej rady narodowej.
1 stycznia 1972 z gromady Dąbrówka Wielkopolska wyłączono tereny o powierzchni 27 ha, włączając je do miasta Zbąszynek w tymże powiecie.
Gromada przetrwała do końca 1972 roku, czyli do kolejnej reformy gminnej.